# Christian Brière
Pour les articles homonymes, voir Brière (homonymie).
Christian Brière est un violoniste français, actuellement premier chef d'attaque à l'Orchestre de Paris.

## Biographie
Né à Rouen le 28 novembre 1956, Christian Brière est lauréat du conservatoire de Rouen, avant d'obtenir un Premier prix de violon et un Premier prix de musique de chambre au Conservatoire national supérieur de musique et de danse de Paris.
Il étudie par la suite le répertoire romantique auprès de Christian Ferras et Gérard Jarry, et découvre auprès de Jean Hubeau des œuvres méconnues de compositeurs français.
Il entre à l'Orchestre de Paris en 1981, puis accède bientôt au poste de soliste dans cette formation.
Violon solo invité, il se produit en concert et en tournée avec les orchestres Philharmonia, Erwartung ou l’Orchestre de chambre de Jean-François Paillard, mais également avec l'Orchestre Lamoureux dont il est violon solo pendant vingt ans jusqu'en 2013.
Passionné également par le répertoire du début du XXe siècle, il fut violon solo de l’Orchestre français de musique légère et participa pendant plus de quatre mois, en 1991 et 1992, à L’Histoire du soldat d'Igor Stravinsky mis en scène et joué par le comédien Jean Rochefort. Il forme également avec Simon Schembri un duo violon et guitare qui explore le répertoire de Jacques Ibert à Astor Piazzolla.
Il collabore par ailleurs avec plusieurs ensembles tels que le Sirba octet ou encore le Carrasco "H" quartet, avec lesquels il concrétise son goût pour les sentiers non balisés de la musique vivante.
Il participe aux concerts de l'association Perspectives musicales, qui réalise des concerts pour des associations à but caritatif.